# هازجة النهر

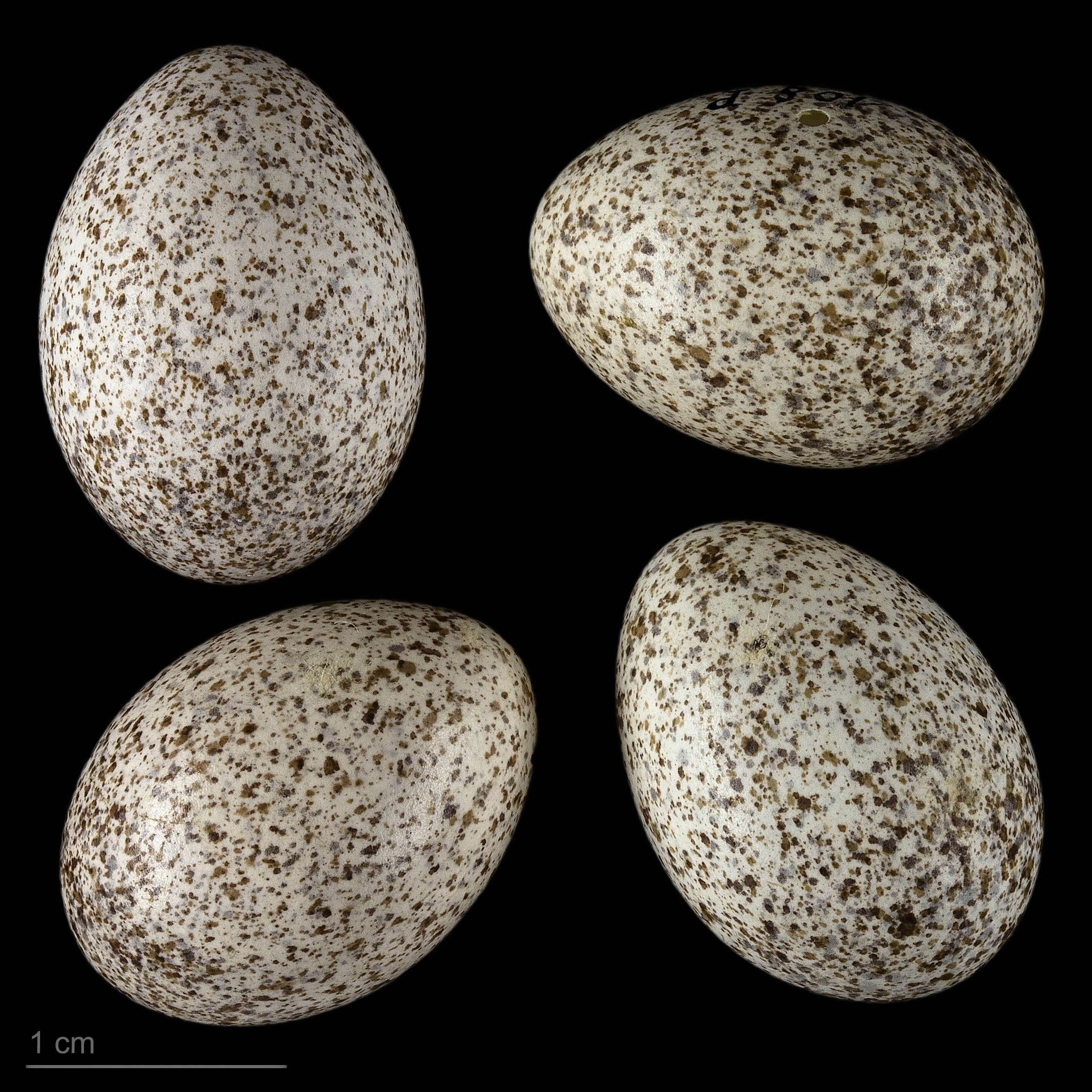
Locustella fluviatilis

هازجة النهر (الاسم العلمي:   Locustella  fluviatilis) (بالإنجليزية: River  Warbler)‏ هو طائر ينتمي إلى (فصيلة: Locustellidae).